# Rhopalozetes lokobensis
Rhopalozetes lokobensis är en kvalsterart som beskrevs av Sandór Mahunka 1993. Rhopalozetes lokobensis ingår i släktet Rhopalozetes och familjen Microzetidae. Inga underarter finns listade i Catalogue of Life.